# Fauré, Debussy, Szymanowski, Chopin
Fauré, Debussy, Szymanowski, Chopin – wspólny album polskiego pianisty Rafała Blechacza i południowokoreańskiej skrzypaczki Bomsori Kim, wydany 25 stycznia 2019 przez Deutsche Grammophon. Płyta zdobyła nagrodę Fryderyka 2020 w kategorii «Najlepszy Album Polski Za Granicą».

## Lista utworów

### Gabriel Fauré (1845 – 1924) – Sonata No. 1 for Violin and Piano in A Major, Op. 13
- 1. Allegro molto 8:49
- 2. Andante 6:25
- 3. Allegro vivo 3:56
- 4. Allegro quasi presto 4:57

### Claude Debussy (1862 – 1918) – Sonata for Violin and Piano in G Minor, L. 140
- 5. Allegro vivo 5:11
- 6. Intermède. Fantasque et léger 4:26
- 7. Finale. Très animé 4:35

### Karol Szymanowski (1882 – 1937) – Sonata for Violin and Piano in D Minor, Op. 9
- 8. Allegro moderato 9:15
- 9. Andante tranquillo e dolce – Scherzando – Tempo I 6:20
- 10. Finale. Allegro molto, quasi presto 4:47

### Frédéric Chopin (1810 – 1849) – Nocturne No. 20 in C-Sharp Minor, Op. posth.
- 11. Nocturne No. 20 in C-Sharp Minor, Op. posth. (Arr. for Violin and Piano by Milstein) 3:51